# Arhopala asatha
Arhopala asatha är en fjärilsart som beskrevs av Hans Fruhstorfer 1934. Arhopala asatha ingår i släktet Arhopala och familjen juvelvingar. Inga underarter finns listade i Catalogue of Life.